# 玉津村 (滋賀県)
玉津村（たまつむら）は、滋賀県野洲郡にあった村。現在の守山市中心部の北西、琵琶湖の沿岸、天神川の河口域にあたる。

## 地理
- 湖沼：琵琶湖
- 河川：天神川、守山川

## 歴史
- 1889年（明治22年）4月1日 - 町村制の施行により、赤野井村・石田村・十二里村・矢島村の区域をもって発足。
- 1955年（昭和30年）1月15日 - 守山町・小津村・河西村・速野村と合併し、改めて守山町が発足。同日玉津村廃止。